# Marius Willsch
Marius Willsch (* 18. März 1991 in Passau) ist ein ehemaliger deutscher Fußballspieler. Der Mittelfeldspieler, der auch auf den Flügeln oder in der Verteidigung eingesetzt werden kann, stand zuletzt beim TSV 1860 München unter Vertrag.

## Karriere
Willsch spielte in seiner Jugend für den SV Neukirchen/Inn, den SV Pocking und den Wacker Burghausen, bevor er 2007 zum TSV 1860 München wechselte. Bei den Münchenern wurde er zunächst in der Jugend, ab 2010 für die in der Regionalliga Süd spielende zweite Mannschaft eingesetzt. Im Sommer wechselte er zusammen mit Daniel Hofstetter und Marcel Kappelmaier ablösefrei zur SpVgg Unterhaching in die Dritte Liga. Sein Vertrag mit der Spielvereinigung lief bis 2014.
Zur Saison 2014/15 wechselte Willsch zum 1. FC Saarbrücken in die Regionalliga Südwest. Für die Saarländer spielte er zwei Jahre, das Ziel Aufstieg wurde jedoch verpasst. Im Sommer 2016 kehrte Willsch nach Bayern zurück und schloss sich dem Regionalligisten 1. FC Schweinfurt 05 an, mit welchem er in den Jahren 2017 und 2018 den Bayerischen Toto-Pokal gewinnen konnte. Im Sommer 2018 wechselte er zurück zum Drittliga-Aufsteiger TSV 1860 München. Nach fünf Jahren bei den "Löwen" beendete Willsch seine Karriere verletzungsbedingt wegen einer Schambeinentzündung. Er beabsichtigte, mit seiner Familie in seine niederbayerische Heimat nahe Passau zu ziehen und sich dort eine berufliche Zukunft aufzubauen.

## Titel und Erfolge
- Bayerischer Pokalsieger: 1. FC Schweinfurt 05, zweimal (2016/17, 2017/18); TSV 1860 München einmal (2019/20)